# Redfly Music AB
Redfly Musik AB är ett företag som producerar musik. Företaget drivs av Niclas Molinder, Joacim Persson även kända som Twin och Pelle Ankarberg. Företaget har bland annat producerat tre låtar till albumet Headstrong med Ashley Tisdale.